# Я допитлива — фільм у синьому
«Я допитлива — фільм у синьому» — кінофільм режисера Вільгота Шемана, що вийшов на екрани в 1968 році.

## Зміст
Продовження фільму «Я допитлива — фільм у жовтому» автори визначають як: Купуйте наш фільм! Купуйте наш фільм у жовтій версії! Купуйте наш фільм у блакитний версії! Один і той же фільм, але в той же час зовсім інший! У «блакитний» версії Лена продовжує свої дослідження «інституту Нюман» (таку табличку — «інститут Нюман» вона повісила на двері в свою кімнату — і так вона представляється перехожим). Опитуючи шведських робітників, Лена обурюється. що вони соціально пасивні, і їх влаштовує, що в Швеції — класове суспільство («хтось промив їм мізки!»). Влітку Лена робить подорож углиб країни — і дізнається пасторальну Швецію. Вона живе в селі, займається йогою та іншими програмами самовдосконалення. Також Лена вивчає становище в Шведських в'язницях і продовжує розмірковувати про можливість побудови в Швеції безкласового суспільства. («Змінимо світ — почнемо з маленькій Швеції»). А ще Лена шукає свою маму, яка кинула її ще в дитинстві — але цю зустріч автори тактовно залишили за кадром. Так, і ще —чи варто згадувати — але, як і в першій серії, Лена тут лікується від корости (або вона так це називає — але, у кожному разі, така «розплата» за «сексуальну революцію» вельми несерйозна).

## Ролі
| Актор            | Роль |
| ---------------- | ---- |
| Май Хультен      | -    |
| Вільгот Шеман    | -    |
| Лєна Нюман       | -    |
| Берьє Альстедт   | -    |
| Соня Ліндгрен    | -    |
| Бертил Вікстрьом | -    |
| Гуннель Брострем | -    |
| Ганс Хеллберг    | -    |
| Бім Уорн         | -    |
| Пітер Ліндгрен   | -    |

## Знімальна група
- Режисер — Вільгот Шеман
- Сценарист — Вільгот Шеман
- Продюсер — Горан Ліндгрен
- Композитор — Bengt Ernryd, Бенгт Палмерс